# Соколов-Каминский, Аркадий Андреевич
Арка́дий Андре́евич Соколо́в-Ками́нский (род. 26 апреля 1937, Ленинград) — советский балетовед, театральный критик, педагог. Кандидат искусствоведения (1975), доцент (1991). Заслуженный деятель искусств Российской Федерации.

## Биография
Литературно-критическую деятельность начал в 1963 году. В 1967 году окончил театроведческий факультет Ленинградского государственного института театра, музыки и кинематографии.
В 1971—1992 годы — сотрудник Научно-исследовательского отдела ЛГИТМиКа (ныне — Российский институт истории искусств). В 1991—1993 году — заведующий редакционно-издательским отделом Санкт-Петербургской Академии русского балета имени А. Я. Вагановой. С 1990 года — член редколлегии журнала «Советский балет». Автор публикаций в периодических изданиях и статей в энциклопедиях «Балет» (1980) и «Русский Балет» (1997).
В 1978 году начал педагогическую деятельность, организовав семинар молодых балетных критиков при Ленинградском отделении ВТО. В 1979—1982 году преподавал на театроведческом факультете ЛГИТМиКа, в 1986—1987 — в Ленинградском хореографическом училище, в 1987—1990 годы — на кафедре истории и теории искусств Высшей профсоюзной школы культуры.
В 1983—1988 году вёл курс «Искусство балетной режиссуры» в Ленинградской консерватории. В 1988 году здесь же по его инициативе создана новая специальность — «История и теория хореографического искусства» и открыта подготовка балетоведов.

### Семья
Жена — Габриэла Комлева (род. в 1938), советская балерина, педагог, народная артистка СССР

## Сочинения

### Книги
- А. Соколов-Каминский. Советская балетная школа. — М.: Знание, 1983. — 54 с.
- А. Соколов-Каминский. Советский балет сегодня. — М.: Знание, 1984. — 112 с.
- А. Соколов-Каминский. Горизонты балета. — СПб.: Шатон, 2007. — 260 с. — 200 экз.

### Избранные статьи
- Соколов-Каминский А. Отнюдь не голубой Парис // Театр : журнал. — М., 1967. — № 11.
- Соколов-Каминский А. Разукрашенная классика («Лебединое озеро») // Советский экран : журнал. — М., 1968. — № 22.
- Соколов-Каминский А. Калерия Федичева // Ленинградский балет сегодня / Добровольская Г., Чистякова В.. — Л.: Искусство, 1968. — Т. 2. — 288 с. — 60 000 экз.
- Соколов-Каминский А. Танцсимфония Ф. В. Лопухова «Величие мироздания» на музыку Четвертой симфонии Бетховена (опыт реконструкции) // Театр и драматургия. Труды Ленинградского государственного института театра, музыки и кинематографии / Альтшуллер А. Я.. — Л.: ЛГИТМИК, 1968. — 442 с.
- Соколов-Каминский А. Схватка с лирикой // Театр : журнал. — М., 1970. — № 2.
- Соколов-Каминский А. Танец и только танец… // Театр : журнал. — М., 1971. — № 1.
- Соколов-Каминский А. Его мысли и наблюдения // Театр : журнал. — М., 1971. — № 8.
- Соколов А. И мастерство, и вдохновенье // Мастера балета — самодеятельности / Соколов А.. — М.: Искусство, 1973. — Т. 1. — С. 3—12. — 96 с. — (Репертуар художественной самодеятельности). — 62 500 экз.
- Соколов-Каминский А. Ф. В. Лопухов и его симфония танца // Музыка и хореография современного балета. — Л.: Музыка, 1974. — 293 с. — 8675 экз.
- Соколов-Каминский А. На перекрестках танцевальных путей // Музыка и хореография современного балета. — Л.: Музыка, 1979. — Т. 3. — 208 с. — 10 000 экз.
- Соколов-Каминский А. Джон Ноймайер и Гамбургский балет // Советский балет : журнал. — М., 1982. — № 3.
- Соколов-Каминский А. Этапы большого пути // Советский балет : журнал. — М., 1983. — № 3, 5.
- Соколов-Каминский А. Хореограф и музыкальная драматургия спектакля // Музыка и хореография современного балета. — Л.: Музыка, 1987. — Т. 5. — С. 121—146. — 5300 экз.
- Соколов-Каминский А. Русский балет и фольклор: Опыт исторической характеристики // Музыка и хореография современного балета. — Л.: Музыка, 1987. — Т. 5. — С. 218—240. — 5300 экз.
- Соколов-Каминский А. Талантливый зачин // Советский балет : журнал. — М., 1988. — № 3.
- Соколов-Каминский А. В конце восьмидесятых (на ленинградской сцене). Сборник научных трудов. — Л.: ЛГИТМИК, 1989. — 171 с.
- Соколов-Каминский А. Эйфман: утопия будущего // Вечерний Петербург : газета. — СПб., 1998. — № 2 апреля.
- Соколов-Каминский А. Вера Красовская // Балет : журнал. — М., 2003. — № 3.
- Соколов-Каминский А. У истоков подготовки балетоведов (опыт Санкт-Петербургской консерватории) // Балет : журнал. — М., 2003. — № спецвыпуск.
- Соколов-Каминский А. Джульетта в честь Джульетты // Балет : журнал. — М., 2004. — № 4/5.
- Соколов-Каминский А. Мариинка — под занавес века // Петербургский балет. Рубеж тысячелетий. — СПб.: Издательство Российского института истории искусств, Министерство Культуры Российской Федерации, 2004. — С. 181—202. — 232 с. — 500 экз. — ISBN 5-86845-101-5.
- Соколов-Каминский А. Легендарный дуэт // Балет : журнал. — М., 2005. — № 3.
- Соколов-Каминский А. "Ундина": где танец с тенью? // Балет : журнал. — М., 2006. — № 3.
- Соколов-Каминский А. "Я свой талант в душе лукаво не зарыл"… // Балет : журнал. — М., 2006. — № 6.
- Соколов-Каминский А. "Агон" — состязание // Балет : журнал. — М., 2007. — № 4.
- Соколов-Каминский А. Она потеряла все...: к 100-летию со дня рождения В. И. Каминской // Балет : журнал. — М., 2007. — № 5.
- Соколов-Каминский А. Вступительное слово // Графира Емельянова - Зубковская. Жизель: Петербург. XX век. — СПб.: Композитор, 2007. — 296 с. — 1000 экз. — ISBN 978-5-7379-0339-8.
- Соколов-Каминский А. Елена Шерстнева. "Учитель" // Балет : журнал. — М., 2011. — № 2.
- Соколов-Каминский А. Подарок турецкому зрителю — и не только ему // Музыкальная академия : журнал. — М., 2011. — № 2.
- Соколов-Каминский А. Подарок турецкому зрителю // Балет : журнал. — М., 2011. — № 3.

### Редактирование и составление
- Мастера балета — самодеятельности / Соколов А.. — М.: Искусство, 1973. — Т. 1. — 96 с. — (Репертуар художественной самодеятельности). — 62 500 экз.
- Мастера балета — самодеятельности / Соколов А.. — М.: Искусство, 1978. — Т. 2. — 88 с. — (Репертуар художественной самодеятельности).
- Музыка и хореография современного балета / Соколов-Каминский А.. — Л.: Искусство, 1987. — Т. 5.
- Народный танец. Проблемы изучения: Сборник научных трудов / Соколов-Каминский А.. — СПб.: ВНИИИ, 1991. — 236 с.
- Пётр Гусев — рыцарь балета (1904—1987): к 100-летию со дня рождения / Соколов-Каминский А.. — Санкт-Петербургская гос. консерватория им. Н. А. Римского-Корсакова. — СПб.: ВНИИИ, 2006. — 210 с.

## Награды и звания
- Заслуженный деятель искусств Российской Федерации
- 2006 —  Благодарность Министра культуры и массовых коммуникаций Российской Федерации (6 июля 2006 года) — за  активную и многолетнюю плодотворную работу по пропаганде отечественного хореографического искусства и в связи с 25-летием основания автономной некоммерческой организации «Редакция журнала «Балет»[2].
- 2009 — Приз журнала «Балет» «Душа танца» в номинации «Пресс-лидер»